# Concile d'Acre

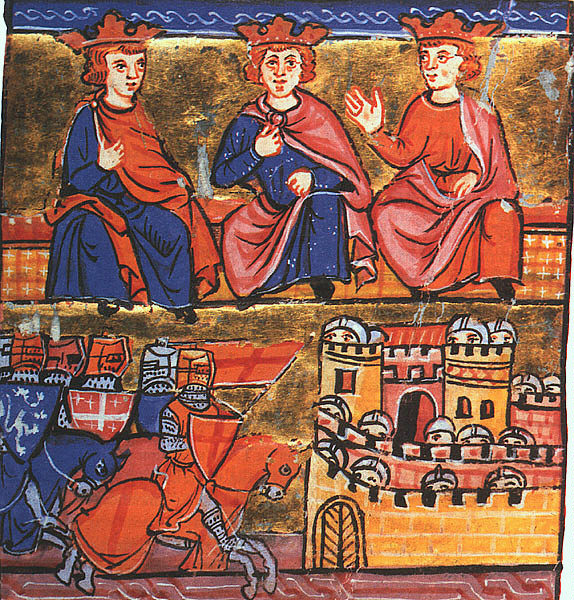
Conrad III, Louis VII et Baudouin III au concile d'Acre.

Le concile d'Acre eut lieu le 24 juin 1148 à Palmarea, près d'Acre, une cité majeure du royaume de Jérusalem. La haute cour de Jérusalem se réunit avec des  croisés fraîchement arrivés d'Europe afin de définir la meilleure cible pour la croisade. La deuxième croisade fut appelée après la perte du comté d'Édesse en 1144.

## Contexte
La seconde croisade fut appelée après que le comté d'Édesse tomba entre les mains de Zengi en 1144. En 1147, les armées de Conrad III et Louis VII de France commencèrent leur marche de manière séparée. Après avoir dépassé Constantinople, Conrad subit une lourde défaite en Anatolie et se retira pour rejoindre Louis à Nicée. Conrad passa l'hiver dans Constantinople pendant que Louis continua vers le sud vers la côte méditerranéenne, constamment harcelé par les Turcs. Il parvint finalement à prendre le bateau vers Antioche où vivait l'oncle de sa femme Aliénor d'Aquitaine, le prince Raymond d'Antioche. Conrad arriva à Acre en avril 1148 et Louis vint depuis Antioche. Les nobles de Jérusalem saluèrent l'arrivée de troupes venant d'Europe, et il fut annoncé qu'un concile se tiendrait bientôt à Saint-Jean-d'Acre.

## Cible des croisés

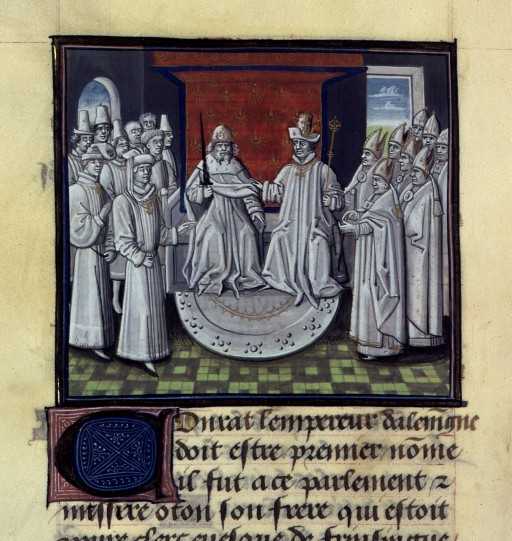
Concile d'Acre.
Guillaume de Tyr, Historia (BNF, Mss.Fr.68, folio 251)

Il existait plusieurs choix possibles pour l'objectif de la croisade. Dans le Nord de la Syrie, Édesse était contrôlée fermement par Nur ad-Din, le successeur de Zengi. Le comte Josselin II d'Édesse était en captivité et il apparaissait impossible de le libérer lui ou la cité, ce qui fait que le motif même de la levée de la croisade ne fut l'objet d'aucune discussion additionnelle et fut abandonné. À Antioche, Raymond de Poitiers essaya de convaincre Louis d'attaquer Alep, la capitale de Nur ad-Din, qui représentait la plus grande menace pour la principauté. Cependant, une querelle survint entre les deux hommes et Raymond ne se présenta pas au concile. Le comté de Tripoli n'était également pas représenté, bien qu'une attaque d'Alep lui aurait également profité. Néanmoins, la légitimité de Raymond II de Tripoli était contestée par son cousin Alphonse Jourdain, comte de Toulouse et lorsque Alphonse fut empoisonné sur le chemin le menant au concile, Raymond fut impliqué dans le meurtre. Conrad et Louis ne se sentaient, en aucune manière, concernés par ce qui se passait en Syrie du nord. Pour eux, le pèlerinage à Jérusalem faisait partie intégrante du vœu de croisade et, par conséquent, la défense de cette cité représentait la plus grande des priorités.
Dans le Sud, les risques immédiats pour Jérusalem provenaient d'Ascalon et de Damas. La croisade apparut au moment où une crise politique survenait à Jérusalem. Le roi Baudouin III avait dirigé le royaume conjointement avec sa mère Mélisende depuis la mort de son père Foulque de Jérusalem en 1143, quand Baudouin n'avait que treize ans. Cependant, Baudouin avait maintenant dix-huit ans et voulait asseoir son autorité. L'option d'Ascalon ne lui convenait pas, la raison étant que son frère Amaury, soutien de sa mère et comte de Jaffa, aurait reçu Ascalon si celle-ci avait été conquise. Ascalon possédait également quelques forteresses bâties au temps de Foulques et ne représentait pas une menace immédiate. La capture de Damas, d'un autre côté, aurait profité à Baudouin. Malgré le fait d'avoir été un temps l'allié de Jérusalem, Nur ad-Din désirait également posséder la ville, et la capturer aurait limité le pouvoir de l'émir. Aussi, la capture de Damas aurait satisfait Conrad et Louis car cette ville, contrairement à Ascalon, était importante dans l'histoire du christianisme. Il fut donc décidé que l'objectif serait Damas. Guillaume de Tyr n'évoque pas les discussions qui menèrent à ce choix mais précisa néanmoins que « de nombreuses opinions de diverses factions furent exprimées et des arguments dans les deux sens présentés, comme il était de coutume lors de décisions d'importance. Au moins, le consensus se fit autour du fait que, vu les circonstances, assiéger Damas serait la meilleure solution, cette cité représentant une grande menace pour nous ».

## Conséquences du concile

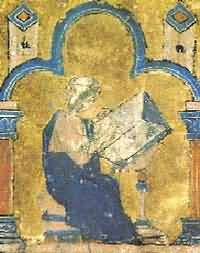
Les écrits de Guillaume de Tyr fournissent de nombreux détails sur le concile d'Acre.

Quelles que soient les raisons qui amenèrent au siège de Damas, les résultats furent désastreux pour les croisés. Les forces assiégèrent la cité en juillet mais la campagne fut une terrible bourde et échoua au bout de seulement quatre jours. Les croisés s'accusèrent les uns les autres et des rumeurs de corruption émergèrent. Conrad et Louis s'attardèrent quelque temps dans Jérusalem avant de retourner en Europe sans avoir réalisé quoi que ce soit. Ce qui était craint se passa, Nur ad-Din utilisa cette opportunité pour prendre Damas en 1154.
Un débat parmi les historiens vit le jour car certains considèrent que l'attaque de Damas était inévitable. Quelques historiens, tel que Martin Hoch, voient la campagne comme une décision logique et une conséquence de la politique étrangère de Damas s'alignant avec les Zengides. Le roi Baudouin III avait déjà lancé par le passé une attaque contre Damas pour capturer la ville et cela aurait aidé à déstabiliser les relations diplomatiques entre les Bourides et le royaume de Jérusalem.
L'objectif original de la croisade, Édesse, était une cible impossible à envisager en l'état. Le roi Baudouin était pris dans une dispute familiale avec sa mère Mélisende à propos de Naplouse et était par conséquent réticent à lancer une attaque dans cette zone. De plus, les nobles de Jérusalem souhaitaient éliminer la menace que représentait Damas, sous l'influence croissante des Zengides. Si la cité tombait entre des mains ennemies (ce qui arriva en 1154), l'importance stratégique de la cité offrirait la possibilité de monter une campagne directement au cœur du royaume de Jérusalem. Le traité de 1137 entre Byzance et Antioche, qui soulignait les droits de l'empereur byzantin sur les anciennes terres byzantines conquises par les croisés, apportait une raison supplémentaire de ne pas lancer d'attaque au nord. Malgré cela, une attaque sur un territoire neutre au bénéfice de Jérusalem aurait compromis la sécurité au nord, particulièrement avec l'émergence de la dynastie Zengide dans le territoire entourant Alep et, depuis 1144, Édesse. En décidant une attaque vers Alep, Antioche, se trouvant plus proche de Damas que Jérusalem, serait devenu vulnérable.

## Participants
Guillaume de Tyr dresse une liste des participants au concile :

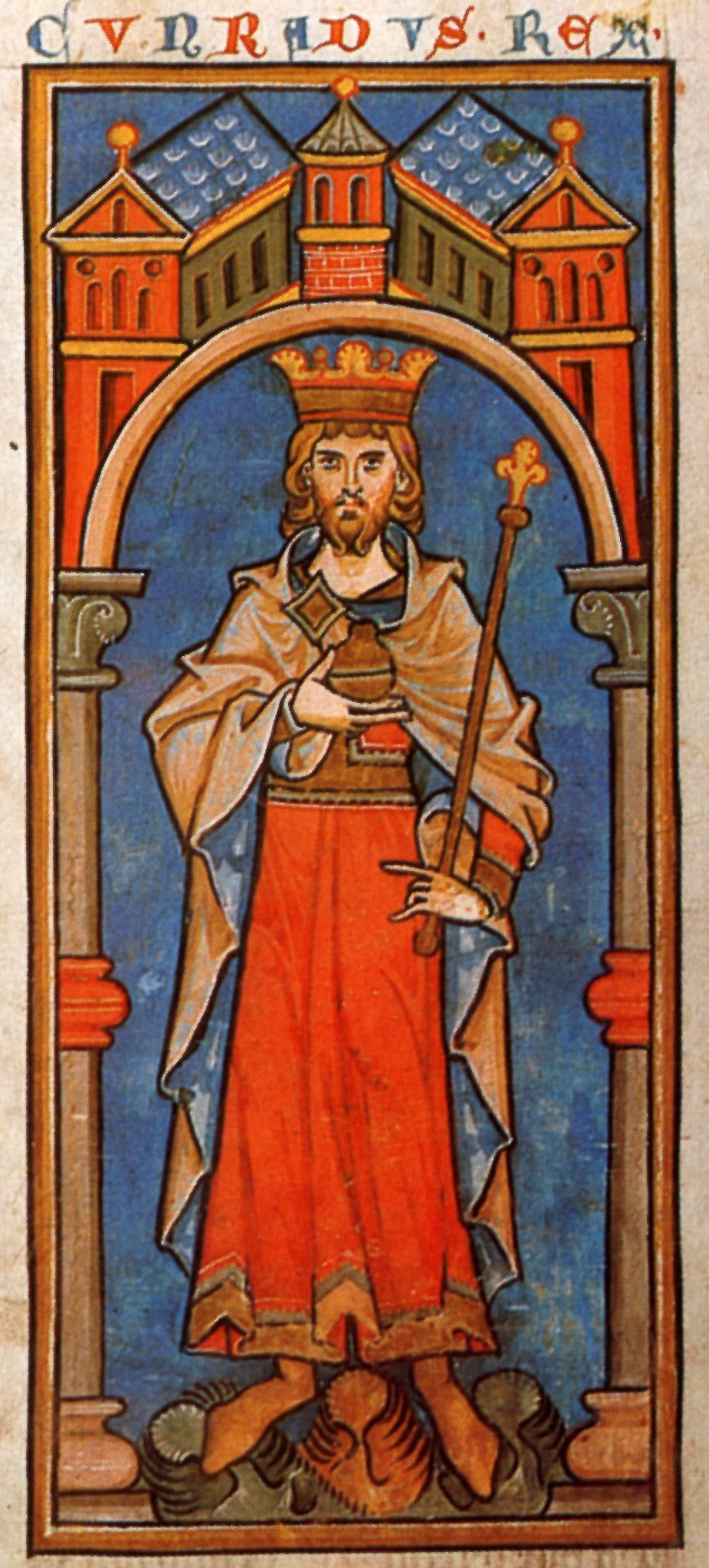
Conrad III de Hohenstaufen.

- Saint-Empire romain germanique et ses alliés :
  - Conrad III de Hohenstaufen
  - Othon, évêque de Freising
  - Étienne de Bar, évêque de Metz
  - Henri de Lorraine, évêque de Toul
  - Theodwin, évêque de Porto, légat papal
  - Henri II d'Autriche, duc de Bavière et margrave d'Autriche
  - Welf VI, margrave de Toscane
  - Frédéric, duc de Souabe, neveu de Conrad (qui devint plus tard Frédéric Barberousse)
  - Hermann III, margrave de Bade
  - Berthold III, duc d'Andechs
  - Guillaume V, marquis de Montferrat
  - Guido, comte de Biandrate

Il y avait également « d'autres seigneurs de haut rang, dont nous ne nous souvenons des noms ». Othon de Freising écrivit plus tard la Gesta Friderici, l'histoire de l'empereur Frédéric Barberousse. Il cite quelques participants au concile tels que Conrad, Henri d'Autriche, Welf et Frédéric, ainsi qu'Ortlieb, évêque de Bâle et Arnoult de Wied, le chancelier de Conrad. Cependant, il passe sous silence les débats du concile ainsi que le siège de Damas, disant que « l'issue ou les événements que cette expédition rencontra doivent être développés ailleurs, et possiblement par d'autres ».
- Royaume de France et ses alliés :
  - Louis VII de France

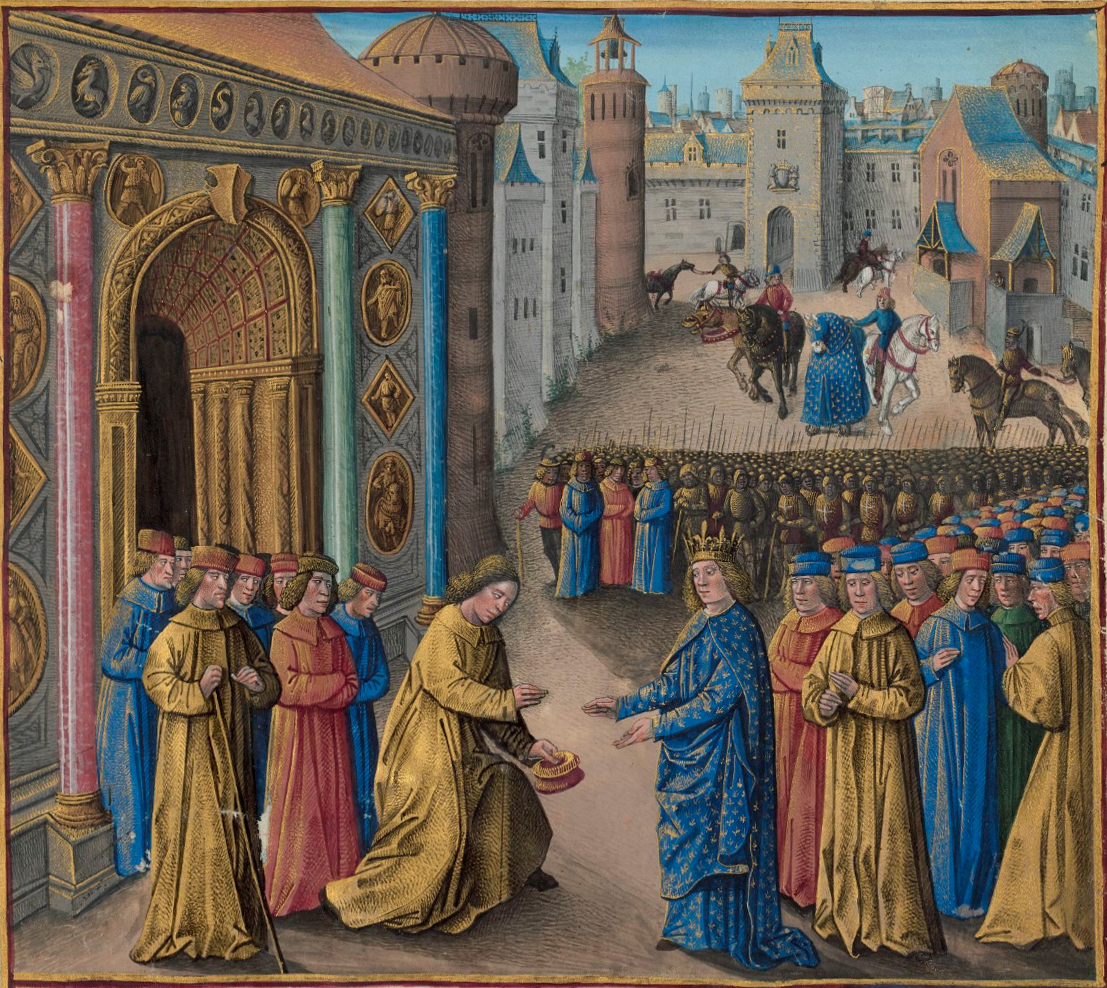
Louis VII reçu à Antioche par Raymond.

  - Godefroy de la Rochetaillée, évêque de Langres
  - Arnoul, évêque de Lisieux
  - Guy de Florence, cardinal de San Crisogono et légat papal
  - Robert Ier, comte de Dreux
  - Henri Ier, comte de Champagne
  - Thierry d'Alsace, comte de Flandre
  - Ivo de Nesle

« Beaucoup d'autres seigneurs importants étaient présents...mais comme cela prendrait trop de temps pour tous les citer, leurs noms ont été omis intentionnellement »
- Royaume de Jérusalem:
  - Baudouin III de Jérusalem
  - Mélisende de Jérusalem
  - Foucher, patriarche de Jérusalem
  - Baudouin II, archévêque de Césarée
  - Robert, archevêque de Nazareth
  - Rorgo, évêque d'Acre
  - Bernard, évêque de Sidon
  - Guillaume, évêque de Beyrouth
  - Adam, évêque de Baniyas
  - Gérald, évêque de Bethléem
  - Robert de Craon, maître de l'ordre du Temple
  - Raymond du Puy, maître de l'ordre de Saint-Jean de Jérusalem
  - Manassès de Hierges, connétable du royaume de Jérusalem
  - Onfroy II, seigneur de Toron
  - Philippe de Milly, seigneur de Naplouse
  - Gautier Ier de Grenier, seigneur de Césarée
  - Balian, seigneur d'Ibelin
  - Elinand, seigneur de Tibériade
  - Payen le Bouteiller, seigneur d'Outre-Jourdain
  - Guy Ier Brisebarre, seigneur de Beyrouth
  - Géraud de Grenier, comte de Sidon

« et beaucoup d'autres... ».